# Mark Wahlberg
Mark Wahlberg (5 de juny de 1971, Boston, Massachusetts, EUA) és un actor, productor, i rapper americà. Al començament es feia dir Marky Mark, i va debutar com a músic de rap el 1991 amb la banda Marky Mark and the Funky Bunch.

## Biografia
Va néixer el 5 de juny de 1971 a Dorchester, un barri obrer de Boston. Mark Robert Michael Wahlberg és el més jove dels nou fills (5 nois i 3 noies) d'Alma i de Donald Wahlberg. Creix en una família catòlica amb avantpassatsirlandesos, suecs i quebequesos. Va quedar marcat pel divorci dels seus pares a 11 anys i va deixar l'escola 3 anys més tard.
Va fer una vida de delinqüent (robatoris, tràfic de drogues, baralles…), va ser condemnat a 50 dies a la presó de Deer Island per una temptativa de robatori amb violència sobre dos vietnamites (una de les víctimes va acabar amb l'ull rebentat) quan només tenia 16 anys.
Quan surt, decideix deixar enrere la seva existència de brètol. L'ajuda son germà, Donnie Wahlberg, membre de la banda New Kids on The Block. Això li permet desenvolupar el seu talent musical. Mark es converteix en cantant d'un grup de hip-hop, Marky Mark & The Funky Bunch, que treu dos àlbums i té un cert èxit als Estats Units.
Maniquí-estrella el 1992 per al modista Calvin Klein, la seva imatge de noi dolent sedueix els adolescents americans. Fa un pas llampec en un telefilm però és al cinema on destaca el 1994 a la pel·lícula Renaissance Man. És el productor de la sèrie Entourage, que està inspirada en la seva experiència com a actor jove a Hollywood. A més a més, apareix a l'episodi pilot.
Pel que fa a la seva vida privada, Mark Wahlberg es casa l'1 d'agost del 2009 a Los Angeles amb Rhea Durham la mare dels seus quatre fills, Ella, Rae, Michael i Brendan, i d'una nena nascuda l'11 de gener de 2010.
Té una estrella al prestigiós passeig de la Fama de Hollywood.
Li van proposar el paper de Jack Twist (el vaquer gai de Brokeback Mountain) però va refusar perquè no es veia abraçant un altre home.

## Filmografia

### Actor
| Any  | Títol                                       | Paper                    |
| 1993 | The Substitute                              | Ryan Westerberg          |
| 1994 | Un poeta entre reclutes (Renaissance Man)   | Tommy Lee Haywood        |
| 1995 | Diari d'un rebel                            | Mickey                   |
| 1996 | Fear                                        | David McCall             |
| 1997 | Boogie Nights                               | Eddie Adams/Dirk Diggler |
| 1997 | El viatger (Traveller)                      | Pat O'Hara               |
| 1998 | The Big Hit                                 | Melvin Smiley            |
| 1999 | Tres reis (Three Kings)                     | Troy Barlow              |
| 1999 | El corruptor (The Corruptor)                | Danny Wallace            |
| 2000 | The Perfect Storm                           | Bobby Shatford           |
| 2000 | The Yards                                   | Leo Handler              |
| 2001 | Rock Star                                   | Chris 'Izzy' Cole        |
| 2001 | Planet of the Apes                          | Capità Leo Davidson      |
| 2002 | The Truth About Charlie                     | Joshua Peters            |
| 2003 | The Italian Job                             | Charlie Croker           |
| 2004 | Estranyes coincidències (I Heart Huckabees) | Tommy Corn               |
| 2005 | Four Brothers                               | Bobby Mercer             |
| 2006 | Invincible                                  | Vince Papale             |
| 2006 | The Departed                                | Dignam                   |
| 2007 | Shooter                                     | Bob Lee Swagger          |
| 2008 | Max Payne                                   | Max Payne                |
| 2008 | The Happening                               | Elliot Moore             |
| 2008 | We Own the Night                            | Joseph Grusinsky         |
| 2009 | The Lovely Bones                            | Jack Salmon              |
| 2010 | The Fighter                                 | 'Irish' Mickey Ward      |
| 2010 | The Other Guys                              | Detectiu Terry Hoitz     |
| 2010 | Date Night                                  | Hoollbrook               |
| 2012 | Ted                                         | John Bennett             |
| 2012 | Contraband                                  | Chris Farraday           |
| 2013 | Broken City                                 | Billy Taggart            |
| 2013 | Pain & Gain                                 | Daniel Lugo              |
| 2013 | 2 Guns                                      | Michael "Stig" Stigman   |
| 2013 | Lone Survivor                               | Marcus Luttrell          |
| 2014 | Transformers 4                              |                          |
| 2014 | The Gambler                                 |                          |
| 2015 | Ted 2                                       | John Bennett             |
| 2015 | Daddy's Home                                | Dusty Mayron             |
| 2016 | Deepwater Horizon                           | Mike Williams            |
| 2016 | Patriots Day                                | Tommy Saunders           |
| 2017 | Transformers: The Last Knight               | Cade Yeager              |
| 2017 | Daddy's Home 2                              | Dusty Mayron             |
| 2017 | All the Money in the World                  | Fletcher Chace           |
| 2018 | Mile 22                                     | James Silva              |
| 2018 | Instant Family                              | Pete                     |
| 2022 | Father Stu                                  | Pare Stu                 |
| 2022 | Uncharted                                   | Victor "Sully" Sullivan  |
| 2022 | Me Time                                     | Huck Dembo               |
| 2023 | The Family Plan                             | Dan Morgan               |
| 2024 | Arthur the King                             | Michael Ligh             |

Cameo

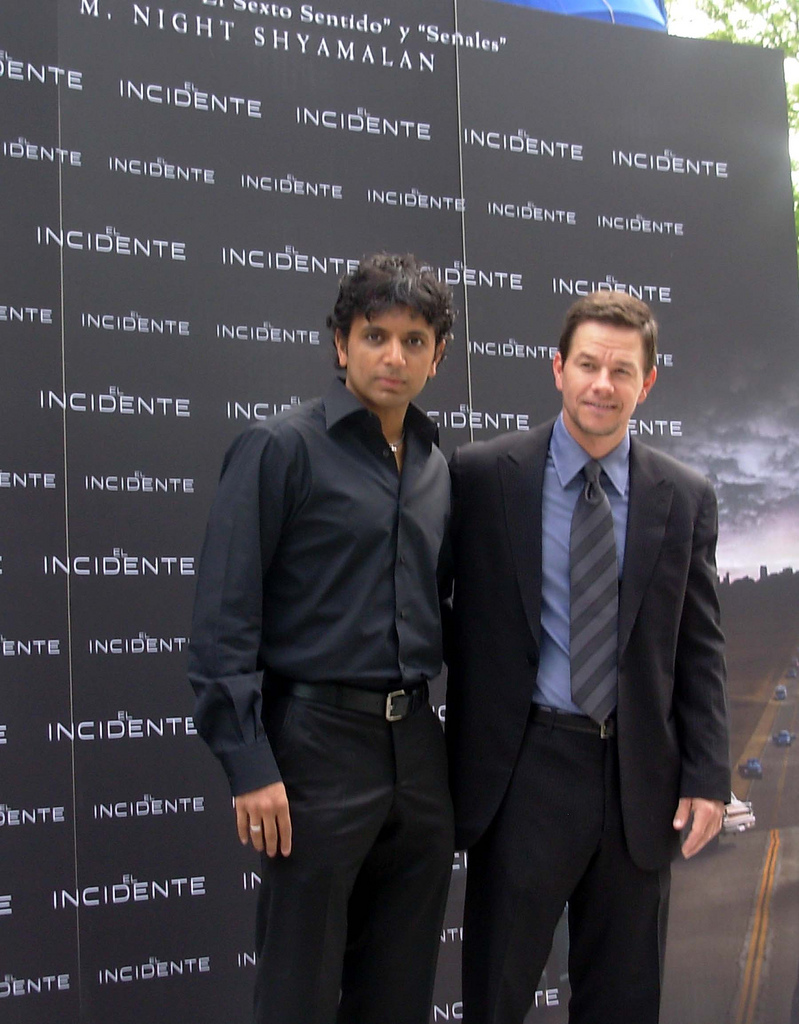
Preestrena de The Happening amb M. Night Shyamalan.

Wahlberg va ser productor de la sèrie Entourage i fa uns quants cameos a la sèrie:
- Temporada 1: episodi 1
- Temporada 5: episodi 2
- Temporada 6: episodi 5
- Temporada 7: episodi 7

### Productor
Cinema
- 2007: We Own the Night de James Gray
- 2011: The Fighter de David O. Russell

Televisió
- 2004: Entourage (Productor executiu de les temporades 1 a 8.)

## Discografia
- Marky Mark & the Funky Bunch
  - 1991: Music for the People (Disc de platí als Estats Units)
    - Good Vibrations
    - Wildside
    - I Need Money
    - Peace

  - 1992: You Gotta Believe (Disc d'or als Estats Units)
    - You Gotta Believe
    - Gonna Have A Good Time